# Antônio Paulo da Fontoura
Antônio Paulo da Fontoura, o Paulino da Fontoura (? - Alegrete, 13 de fevereiro de 1843) foi um militar e político brasileiro.
Era irmão de Vicente da Fontoura. Foi um dos líderes da Revolução Farroupilha. Participou da reunião que decidiu pelo início da revolução, em 18 de setembro de 1835, na Loja Maçônica Philantropia e Liberdade.
Eleito vice-presidente quando da proclamação da República Rio-Grandense. Participava da Assembléia Constituinte da República Rio-grandense, líder do Partido da Minoria, da oposição, quando foi assassinado no Alegrete, alvejado da janela de uma casa por um desconhecido. Paulino defendia o estabelecimento de uma Assembléia Constituinte, o que o indispôs com Bento Gonçalves da Silva. Sua morte originou a cisão entre Vicente da Fontoura, seu irmão, Onofre Pires e Bento Gonçalves, que teve como desfecho o duelo entre os últimos. Tal duelo resultou na morte de Onofre Pires. Outra versão é que o tiro seria causado por questões passionais.